# Järstorps socken
Järstorps socken i Småland ingick i Tveta härad, uppgick 1951 i Jönköpings stad och området ingår sedan 1971 i Jönköpings kommun i Jönköpings län och motsvarar från 2016 Järstorps distrikt.
Socknens areal var 36,59 kvadratkilometer, varav 36,18 land. År 2000 fanns här 468 invånare. En del av Jönköping samt kyrkbyn Järstorp med sockenkyrkan Järstorps kyrka ligger i socknen. 

## Administrativ historik
Järstorps socken har medeltida ursprung.
Vid kommunreformen 1862 övergick socknens ansvar för de kyrkliga frågorna till Järstorps församling och för de borgerliga frågorna till Järstorps landskommun. Denna senare uppgick 1951 i Jönköpings stad (en mindre del till Bankeryds landskommun) som 1971 uppgick i Jönköpings kommun.  Församlingen var mellan 2010 och 2018 en del av Jönköpings Sofia-Järstorps församling och från 2018 Jönköpings församling.
1 januari 2016 inrättades distriktet Järstorp, med samma omfattning som församlingen hade 1999/2000.  
Socknen har tillhört samma fögderier och domsagor som Tveta härad. De indelta soldaterna tillhörde Jönköpings regemente, Livkompaniet och Smålands grenadjärkår, Jönköpings kompani.

## Geografi
Järstorps socken ligger nordväst om Jönköping med Dummemosse i väster och Vättern i öster. Socknen är en odlingsbygd vid Vättern och i övrigt småkuperad skogsbygd.

## Fornlämningar
Känt från socknen är gravar med domarringar från äldre järnåldern. En runristning är känd från en sten i kyrkan.

## Namnet
Namnet (1309 Iarmwikthorp ) kommer från en gård. Förleden har föreslagits innehåller ett annars okänt mansnamn Iärnvigh'. Efterleden är torp, nybygge.

### Fotnoter
1. 1 2  Svensk Uppslagsbok andra upplagan 1947–1955: Järstorp socken
2. 1 2  Harlén, Hans; Harlén Eivy (2003). Sverige från A till Ö: geografisk-historisk uppslagsbok. Stockholm: Kommentus. Libris 9337075. ISBN 91-7345-139-8
3. ↑  ”Församlingar”. Statistiska centralbyrån. https://www.scb.se/hitta-statistik/regional-statistik-och-kartor/regionala-indelningar/forsamlingar/. Läst 30 december 2022.
4. ↑  Administrativ historik för Järstorp socken (Klicka på församlingsposten). Källa: Nationella arkivdatabasen, Riksarkivet.
5. ↑  Indelta soldater, torp och rotar i Jönköpings län Arkiverad 24 januari 2012 hämtat från the Wayback Machine. Jönköpingsbygdens Genealogiska Förening
6. 1 2  Sjögren, Otto (1931). Sverige geografisk beskrivning del 2 Östergötlands, Jönköpings, Kronobergs, Kalmar och Gotlands län. Stockholm: Wahlström & Widstrand. Libris 9939
7. 1 2 3  Nationalencyklopedin
8. ↑  Fornlämningar, Statens historiska museum: Järstorps socken
9. ↑  Fornminnesregistret, Riksantikvarieämbetet: Järstorps socken Fornminnen i socknen erhålls på kartan genom att skriva in sockennamn (utan "socken") i "Ange geografiskt område"
10. ↑  Mats Wahlberg, red (2003). Svenskt ortnamnslexikon. Uppsala: Institutet för språk och folkminnen. Libris 8998039. ISBN 91-7229-020-X. https://isof.diva-portal.org/smash/get/diva2:1175717/FULLTEXT02.pdf